# サイ・トゥオンブリー
サイ・トゥオンブリーまたはサイ・トゥオンブリ（Cy Twombly、1928年4月25日 - 2011年7月5日）は、アメリカ合衆国バージニア州出身の画家、彫刻家。

## 作品
作風は時代によって大きく変化しているが、最も広く知られているのは、無彩色または彩度の低い背景に筆記体の"e"または"l"の字を続けて書いたようなカリグラフィー的な作品である。1980年代以降は、植物をモチーフに、色彩を多用した作品を制作していた。
代表作に黒板のようなダークグレーの画面にクレヨンで落書きのように描いた「Untitled」（1970）のシリーズなどがある。
日本では、国立国際美術館（大阪府大阪市北区）、ベネッセハウス（香川県直島町）などが作品を所蔵している。また、1996年に絵画部門で高松宮殿下記念世界文化賞を受賞している。

## 来歴
1928年ヴァージニア州レキシントンに生まれる。ボストン美術館付属美術学校と、ニューヨークのアート・スチューデンツ・リーグ・オブ・ニューヨーク（美術学生連合）で美術を学ぶ。1951年には、ロバート・ラウシェンバーグのすすめでブラック・マウンテン・カレッジに進み、ロバート・マザウェルに師事。同年に、ニューヨークのThe Kootz Galleryで最初の個展を開催している。1952年、ラウシェンバーグとともに南ヨーロッパや北アフリカを旅行。
1953年には、暗号制作者としてアメリカ陸軍に従軍。この経験は彼のその後の作品に影響を与えたとされる。
ローマの名門フランケッティ家の兄妹と出会い、1957年からはローマに定住し、イタリアで作品を制作していた。美術のパトロンだった兄のジョルジオの後援でミラノで成功を収め、1959年、肖像画家として活躍していた妹のタチアナと結婚した。
2011年7月5日、ローマで死去。83歳没。
2015年5月『サイ トゥオンブリー：紙の作品、50年の軌跡』展が、東京・品川の原美術館で開催され、約70作品が展示された。
2015年11月、米ニューヨーク（New York）で 競売大手サザビーズ（Sotheby’s）主催のオークションで7053万ドル（約87億円）の値が付いた。
2016年4月、DIC川村記念美術館にて、サイ・トゥオンブリーの写真－変奏のリリシズム－が開催され絵画3点、彫刻4点、ドローイング4点、版画18点を展示された。